# Luis de La Roche-sur-Yon

azur y tres flechas de lis de oro, y una banda de gules con una medialuna de plata

Luis de Borbón-Vendôme (1473-10 de noviembre de 1520) fue un miembro de la Casa Borbón en Francia.

## Vida
Fue el segundo hijo del conde de Vendôme Juan VIII y de su esposa Isabel de Beauvau, señora de La Roche-sur-Yon.
Acompaña al rey de Francia, Carlos VIII rumbo a Nápoles en el contexto de las Guerras Italianas.
Después partió con Luis XII durante las dos expediciones siguientes y luego luchó con Francisco I en la Batalla de Marignano.
La muerte de su madre le convirtió el Príncipe de La Roche-sur-Yon, título al que lo elevó Luis XII.

### Matrimonio e hijos
El 21 de marzo de 1508 se casó con su prima Luisa de Borbón, duquesa de Montpensier, hija mayor de Gilberto de Borbón-Montpensier, conde de Montpensier y de Clara Gonzaga. Del matrimonio nacieron tres hijos:
- Susana de Borbón (1508-1570), se casó con Claude de Rieux, conde de Harcoute y Aumale, con quien tuvo descendencia.
- Luis, duque de Montpensier (10 de junio de 1513-23 de septiembre de 1582).[3]Su segunda esposa fue Catalina de Lorena.[4]
- Carlos, príncipe de La Roche-sur-Yon (c.  1515-10 de octubre de 1565).